# آنکومبورا اواداگاما
آنکومبورا اواداگاما (به لاتین: Ankumbura Udagama) یک منطقهٔ مسکونی در سری‌لانکا است که در استان مرکزی (سری‌لانکا) واقع شده‌است.